# Torricella in Sabina
Torricella in Sabina ist eine Gemeinde mit 1285 Einwohnern (Stand 31. Dezember 2023) in der Provinz Rieti in der italienischen Region Latium.

## Geographie
Torricella liegt 63 km nordöstlich von Rom und 19 km südlich von Rieti in den Sabiner Bergen zwischen den Tälern des Turano und des Farfa. Zur Gemeinde gehören die Ortsteile Oliveto und Ornaro.
Das Gemeindegebiet erstreckt sich über eine Höhendifferenz von 350 bis 825 m s.l.m.
Torricella ist Mitglied der Comunità Montana dei Monti Sabini.
Die Gemeinde befindet sich in der Erdbebenzone 2 (mittel gefährdet).
Die Nachbargemeinden sind Belmonte in Sabina, Casaprota, Monteleone Sabino, Montenero Sabino, Poggio Moiano, Poggio San Lorenzo, Rieti und Rocca Sinibalda.

## Geschichte
Torricella wurde erstmals 1019 in einem Dokument der Abtei Farfa als castellum quae dicitur Torricella erwähnt. 1388 ist die Familie Brancaleoni als Besitzer genannt. Spätestens 1461 wurden die Cesarini ihre Nachfolger, im Jahre 1671 folgten durch eine Heirat die Sforza-Cesarini, die bis 1828 im Besitz des Castello waren.

### Verkehr
Torricella liegt mit seinem Ortsteil Ornaro an der Via Salaria SS 4, die von Rom über Ascoli Piceno an die Adriaküste bei Porto d’Ascoli führt. Die nächste Autobahnauffahrt ist Roma Nord an der A1 Autostrada del Sole in 38 km Entfernung.
Der nächste Bahnhof ist in Passo Corese an der Regionalbahnstrecke FR1 vom Flughafen Rom-Fiumicino über Rom-Tiburtina nach Orte in 30 km Entfernung.

## Bevölkerungsentwicklung
| Jahr      | 1861 | 1881 | 1901 | 1921 | 1936 | 1951 | 1971 | 1991 | 2001 |
| --------- | ---- | ---- | ---- | ---- | ---- | ---- | ---- | ---- | ---- |
| Einwohner | 1538 | 1714 | 1852 | 1702 | 1668 | 1579 | 1072 | 1181 | 1216 |

Quelle: ISTAT

## Politik
Floriana Broccoletti (Lista Civica: Progetto Comune) wurde am 25. Mai 2019 zur Bürgermeisterin gewählt.

## Sehenswürdigkeiten
- Das Castello Orsini im Ortsteil Ornaro Alto ist ein weithin sichtbares Denkmal. Es ist heute in Privatbesitz und nicht zu besichtigen. In der Form eines erweiterten Donjon thront es über dem kleinen Ort.
- Auch in Torricella gibt es ein Castello, das einen großen bastionierten Rundturm besitzt und mit der Pfarrkirche San Giovanni Battista vergesellschaftet ist; auch dieses Bauwerk ist in Privatbesitz.
- San Giovanni Battista ist die Pfarrkirche. Sie besitzt eine schöne Fensterrose aus dem Hochmittelalter. Ein silbernes Prozessionskreuz, zwei barocke Gemälde, ein restauriertes Fresko mit Aposteln und Heiligen von 1251 und ein Kruzifixus sind die Objekte im Innenraum.
- Ein elfachsiger und dreigeschossiger Palazzo steht am Beginn des Zentrums. Er ist reich verziert und heute das Rathaus.
- Die Kirche Santa Maria delle Grazie gehört zu einem Konvent von 1405. Auch hier sind einige Fresken vorhanden, die eine thronende Madonna mit Kind und eine Sacra Conversazione mit Maria, dem Jesuskind und den heiligen Nikolaus von Tolentino und Katharina von Alexandrien zeigen.